# معالج البيانات المبرمج
معالج البيانات المبرمج، (بالإنجليزية: Programmed Data Processor) والذي يتم اختصاره ب (PDP) كان اسما لسلسلة من الحاسبات الصغيرة الحجم (minicomputers) من صنع شركة المعدات الرقمية (Digital Equipment Corporation) وقد تجنب الاسم "PDP" معالج البيانات المبرمج عن قصد استخدام مصطلح «الحاسوب» نظرا لأنه وقت إصدار أولى معالجات بيانات البرمجة (PDPs) كانت أجهزة الحاسوب معروفة بحجمها الضخم وتعقدها، فضلا عن الأجهزة باهظة الثمن، ولم يقم أصحاب المشاريع الرأسمالية بدعم المحاولات الرقمية لبناء «الحاسوب» وخاصة (جورج دوريوت). ولم تكن (أجهزة الحاسوب المتوسطة) مخترعة بعد. بدلا من ذلك تم استخدام المعالجات الرقمية عن طريق خطها الموجود من الوحدات المنطقية لبناء معالج البيانات المبرمج واستهدفت الأسواق التي لا تقوم بعرض أجهزة الحاسبات الضخمة.
ويمكن تجميع آلات معالج البرمجة المختلفة في مجموعات بناء على الطول.

## مجموعة معالج البيانات المبرمج (PDP)

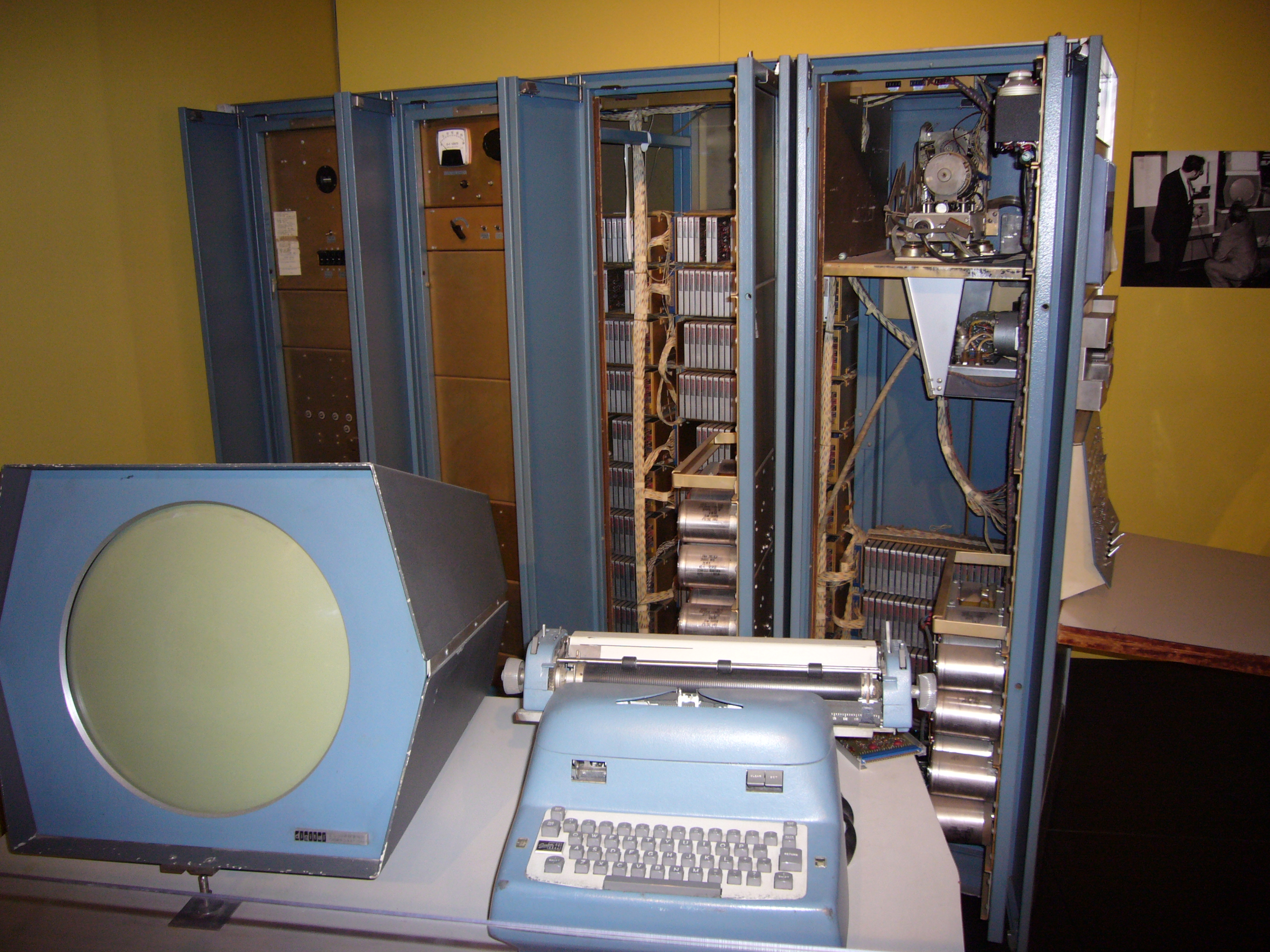
PDP-1

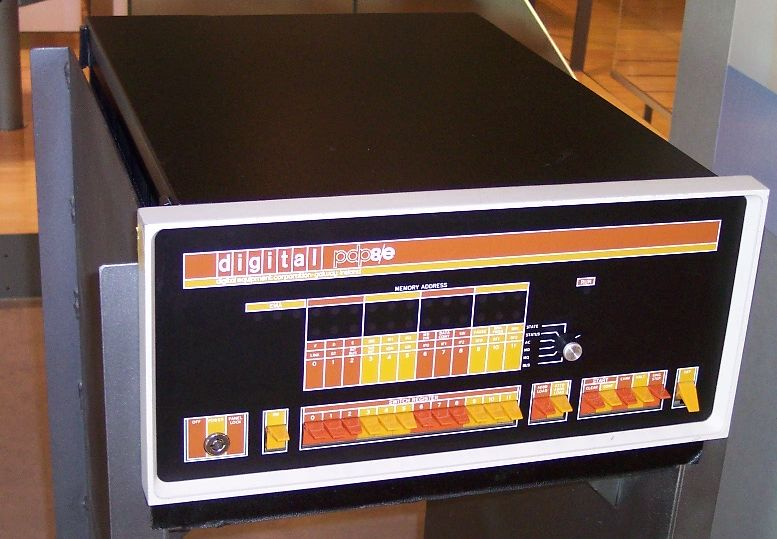
PDP-8/e

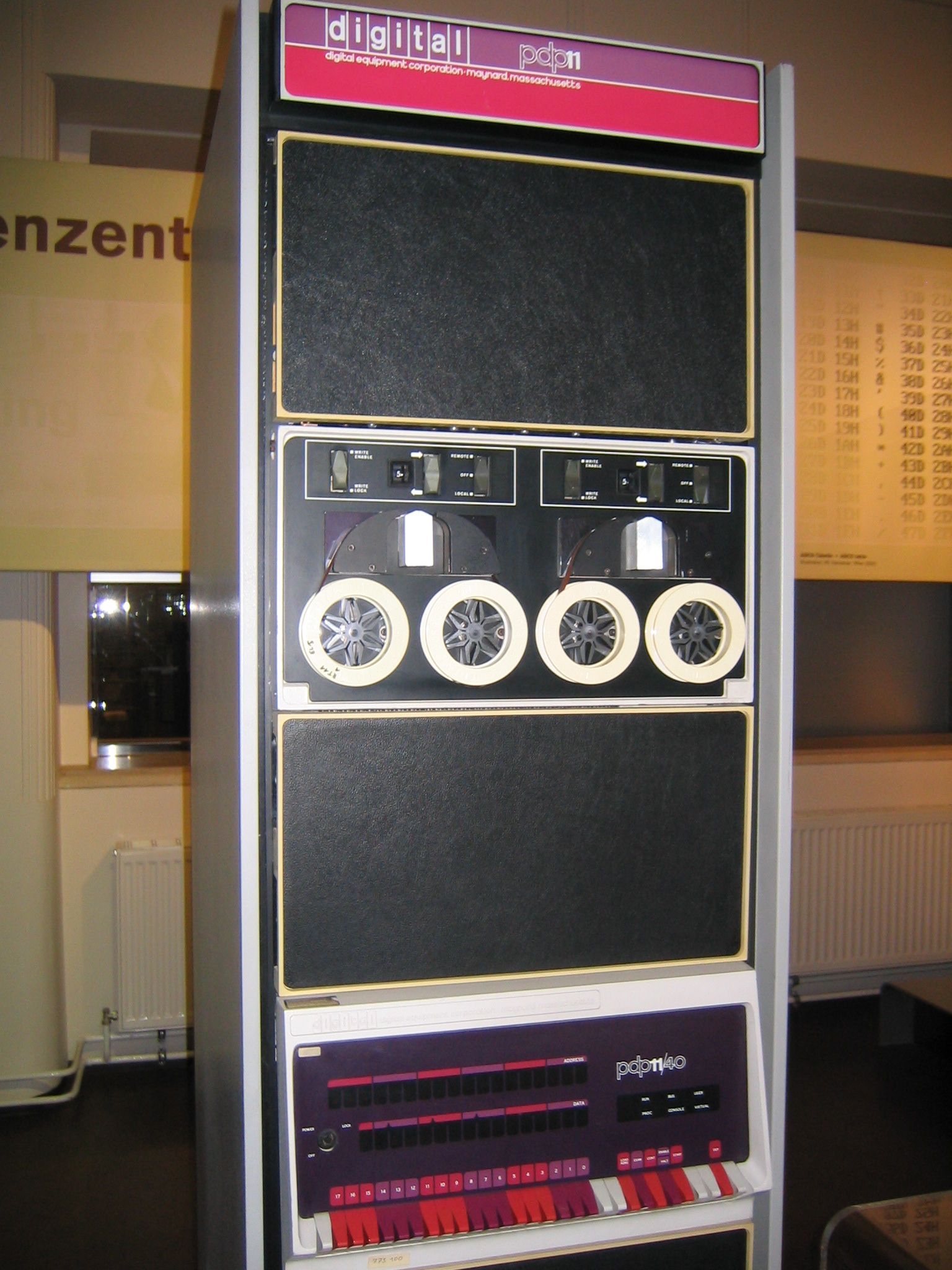
PDP-11/40

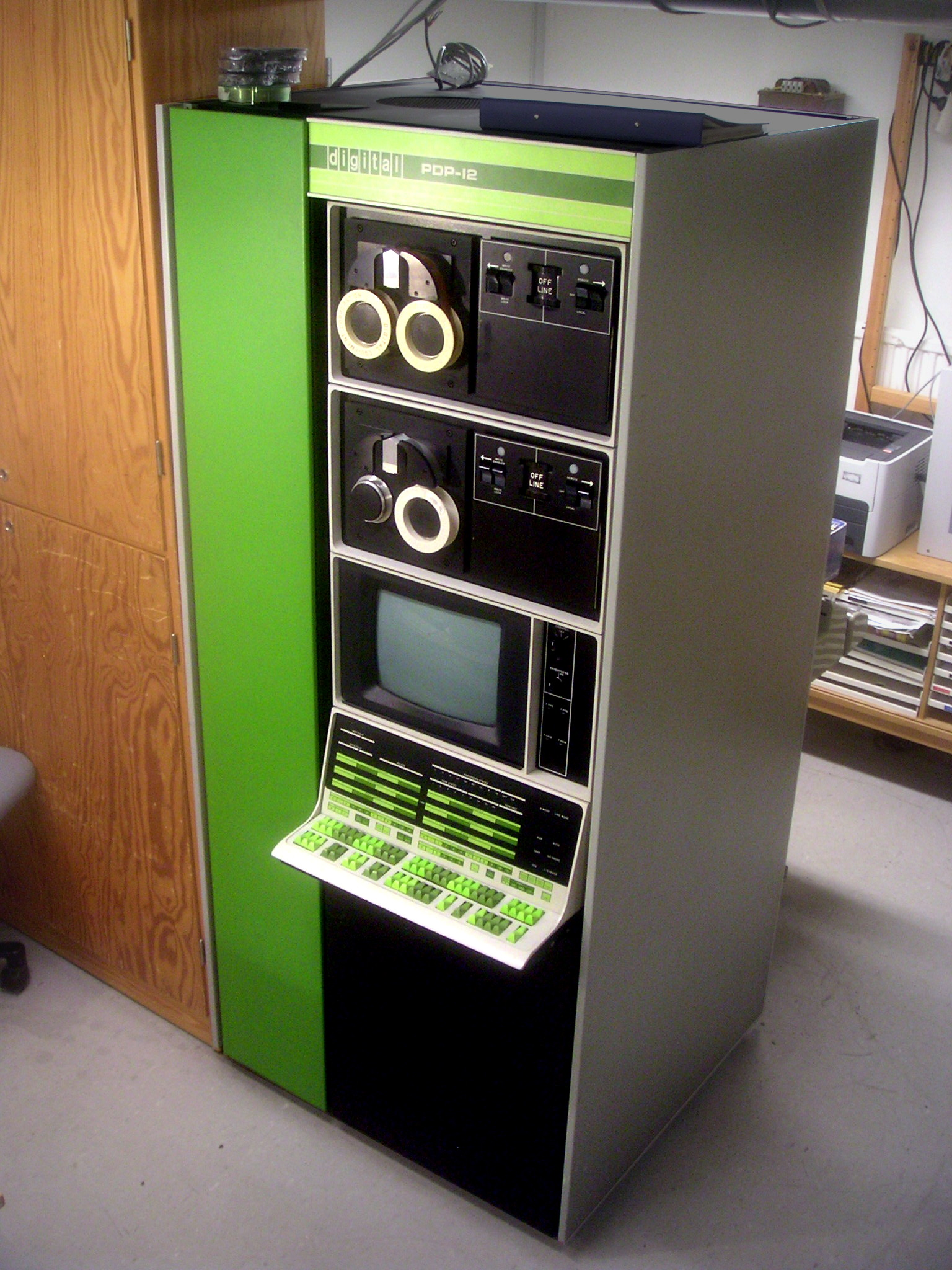
PDP-12

تشمل مجموعة معالج البيانات المبرمج كل من:
معالج البيانات المبرمج-1 (PDP-1)
معالج البيانات المبرمج الأصلي، آلة 18 بت تستخدم في عمل نظام تشغيل اقتسام الوقت المبكر، والذي اشتهر في ثقافة المتسلل (الهاكر). وقد كانت إحدى أولى ألعاب الحاسوب التي تم تطويرها لهذه الآلة لعبة حرب الفضاء! (Spacewar).
نظام معالجة البيانات 2 (PDP-2)
تصميم 24 بت الغير مبني
معالج البيانات المبرمج 3 (PDP-3)
أول آلة 36 بت تصممها DEC على الرغم من DEC لم تعرضها علي أنها منتج. وقد قام ببناء معالج البيانات المبرمج-3 الوحيد معهد الهندسة العلمية (SEI) للمخابرات الأمريكية (CIA) بمدينة والتهام، مقاطعة ماساتشوستس وذلك لمعالجة بيانات المقطع العرضي الرإداري لطائرة الاستطلاعLockheed A-12 في عام 1960. معماريا فقد كان ضروريا أن يتمدد معالج البيانات المبرمجPDP-1 إلى 36 بت عرض.
معالج البيانات المبرمج 4
من المفترض أن يكون بديلا بطيئا وقليل التكلفة لمعالج البيانات المبرمج 1، ولكن من الناحية التجارية لم يكن ناجحا فقد اعتمدت جميع آلات معالج البيانات المبرمج 18 بت اللاحقة على مجموعة التعليمات الخاصة بها. وكان أحد عملاء آلات معالج البيانات المبرمج الأولى الطاقة الذرية بكندا. وقد تمت عملية التثبيت في نهر تشالك وقد احتوت اونتاريو على معالج البيانات المبرمج 4 مع نظام عرض ومعالج البيانات المبرمج 5 كواجهة لدراسة تجهيزات المفاعل والتحكم فيه.
معالج البيانات المبرمج 5
أولى آلات شركة DEC 12 بت. قامت بعرض مجموعة التعليمات المستخدمة لاحقا في معالج البيانات المبرمج 8.
معالج البيانات المبرمج 6
آلة اقتسام الوقت 36 بت. التصميم المعماري الأنيق. وقد تم اعتباره حاسوب متوسط أو كبير.
معالجة بيانات البرمجة 7 PDP-7
بديلا لمعالج البيانات المبرمج 4. أولى آلات DEC للف السلك "wire-wrapped". وكانت هي النسخة الأولى من يونكس لهذه الآلة.
معالج البيانات المبرمج 8 PDP-8
آلة 12 بت مع مجموعة تعليمات صغيرة؛ التي تمثل النجاح تجارى الكبير لشركة DEC. وقد تم شراء العديد منها من قبل المدارس والجامعات ومعامل البحث. كما استخدمت الموديلات الأخيرة في معالج الكلمات DECmate ومحطة العمل VT-78. كما ورد أن أديسون دي كاسترو، الذي كان عضوا رئيسيا في فريق التصميم، قد انتقل إلى تشكيل بيانات عامة (Data General) عندما تم رفض تصميمه 16 بت التالي لمعالج البيانات المبرمج 8 لصالح معالج البيانات المبرمج 11 ولم يشبه معالج البيانات المبرمج 10 (PDP-X) بيانات نوفا العامة (Data General Nova) رغم شيوع هذه الأسطورة.
لينك 8 (LINC-8)
مزيج من لينك وأجهزة حاسوب معالج البيانات المبرمج 8: ومجموعتي تعليمات. ومعالج البيانات المبرمج 12 سالف الذكر.
؛ معالج البيانات المبرمج 9 (PDP-9)
خلفا لمعالج البيانات المبرمج 7 وأول آلة برمجة صغيرة لشركة DEC
معالج البيانات المبرمج 10 (PDP-10)
آلة تقاسم الوقت 36 بت، وقد حققت نجاحا تجاريا على مدار عدة موديلات مختلفة. وقد تم تطوير مجموعة التعليمات قليلا عن تلك الخاصة بمعالج البيانات المبرمج 6.
معالج البيانات المبرمج 11 (PDP-11)
لأجهزة الحاسوب المتوسطة الأصلية؛ عبارة عن آلة 16 بت وتمثل نجاح تجاري أخر لشركة DEC. (وأيضا (LSI-11)، الأساسي للأنظمة المدمجة). وقد انحدرت سلسلة 32 بت (32-bit VAX) منها، وكان لنماذج VAX الأولى نمط توافق في معالج البيانات المبرمج 11. أما مجموعة التعليمات لمعالج البيانات المبرمج 11-16 بت كانت مؤثرة للغاية، مع المعالجات التي تتراوح من 68000 موتورولا إلى رينساسH8 وأدوات تكساس MSP430، والمستوحاة من تعامدها العالي، ومجموعة التعليمات الموجهة التسجيل-العام وأنماط العنونة الغنية. وقد تميزت عائلة معالج البيانات المبرمج 11 بطول فترة استخدامها، والتي كانت تصل إلى 20 عاما مع العديد من أنماط التنفيذ والتكنولوجيات.
معالج البيانات المبرمج 12 (PDP-12)
المنحدر من لينك 8. انظر إلى لينك ودليل استخدام معالج البيانات المبرمج 12
معالج البيانات المبرمج 13 (PDP-13)
لم يتم استخدام التصميم وعلى ما يبدو أن ذلك راجعا إلى الخرافات
معالج البيانات المبرمج 14 (PDP-14)
آلة 1 بت صممت لتكون وحدة تحكم صناعية (أداة تحكم صناعية قابلة للبرمجة) (PLC). الإصدارات الأخيرة (على سبيل المثال، معالج البيانات المبرمج 14/30) والتي تقوم علي تكنولوجيا التعبئة المادية لمعالج البيانات المبرمج 8. وخط الفولطية I/O.
معالج البيانات المبرمج 15 (PDP-15)
آلة 18 بت الأخيرة لشركة DEC. وكانت تمثل الجهاز الوحيد من نوع 18 بت الذي تم إنشائه من الدوائر المتكاملة TTL بدلا من الترانزستورات المنفصلة. وقد تمت الإشارة إلى النسخ اللاحقة بعائلة XVM.
معالج البيانات المبرمج 16 (PDP-16)
(رول يور اون) وهو نوع من الحاسوب يستخدم وحدات نقل التسجيل، مخصصة بشكل أساسي لأنظمة التحكم الصناعي مع قدرة أكبر من معالج البيانات المبرمج 14. وقد تم إنتاج معالج البيانات المبرمج PDP-16/M كنسخة معيارية من معالج البيانات المبرمج 16.

## الحاسبات ذات الصلة
- TX-0 والتي تم تصميمها من قبل معمل لينكلون وهي مؤثرة بالنسبة لمنتجات شركة DEC بما في ذلك تصميم بن جولرى لمعالج البيانات المبرمج 1.
- LINC لينك LINC (حاسوب أدوات المعمل) والتي قام بتصميمها في الأصل معمل لينكلون، وبعضها تم بواسطة شركة DEC. ليست في عائلة معالج البيانات المبرمج، ولكنها هامة كسلف لمعالج البيانات المبرمج 12. ويمكن اعتبار لينك ومعالج البيانات المبرمج 8 أولى الحاسبات المتوسطة، وربما أيضا الحاسبات الشخصية. وقد كان معالج البيانات المبرمج 8 ومعالج البيانات المبرمج 11 هم أكثر شيوعا في سلسلة آلات معالج البيانات المبرمج. ولم تقم DEC بعمل نموذج معالج البيانات 20 على الرغم من أن هذا المصطلح قد تم استخدامه أحيانا لمعالج البيانات المبرمج 10 المشغل لـ TOPS-20 (معروف رسميا باسم نظام DECSYSTEM-20).
- - سلسلة أجهزة الحاسوب SM EVM في USSR.
- - سلسلة أجهزة الحاسوب الشخصية DVK هي استنساخ لمعالج البيانات المبرمج الذي تم تطويره في USSR في السبعينيات من القرن الماضي.
- Elektronika BK
- UKNC

## وصلات خارجية
- معالج البيانات المبرمج على موقع الموسوعة البريطانية (الإنجليزية)
- Mark Crispin's 1986 list of PDP's نسخة محفوظة 7 أغسطس 2003 على موقع واي باك مشين.
- Several PDP and LAB's نسخة محفوظة 2 أكتوبر 2016 على موقع واي باك مشين., still runnable in a German computer museum
- DEC's PDP-6 was the world's first commercial time-sharing system  Gordon Bell interview at the Smithsonian
- DEC PRODUCT TIMELINE
- Description and Use of Register Transfer Modules on Gordon Bell's site at Microsoft.
- pdp12.lofty.com نسخة محفوظة 9 يوليو 2010 على موقع واي باك مشين. shows a recently restored PDP-12
- http://www.soemtron.org/pdp7.html information about the PDP-7 and PDP7A including some manuals and a customer list covering 99 of the 120 systems shipped.
- كتاب مجاني: Preliminary Specifications: Programmed Data Processor Model Three على مشروع غوتنبرغ

Various sites list documents by Charles Lasner, the creator of the alt.sys.pdp8 discussion group, and related documents by various members of the alt.sys.pdp8 readership with even more authoritative information about the various models, especially detailed focus upon the various members of the PDP-8 "family" of computers both made and not made by DEC.
قالب:DEC hardware